# Sträck ut din hand
Sträck ut din hand ("Extiende tu mano") es un álbum sueco de 1995 de Lasse Berghagen.

## Canciones
- 1)Sträck ut din hand ("Extiende tu mano")
- 2)Låt oss rigga en skuta ("Utilicemos un barco")
- 3)Då är du aldrig ensam ("A continuación nunca estás solo")
- 4)Till Bohuslän ("A Bohuslän")
- 5)Låt mej få ge dej min sång ("Permítanme darles mi canción")
- 6)I mina blommiga sandaler ("En mi sandalias de flores")
- 7)Nils
- 8)Stockholm i mitt hjärta ("Estocolmo en mi corazón")
- 9)En morgon av lycka ("Una mañana de suerte")
- 10)Stäng inte dörr'n ("No cierra la puerta")
- 11)Res med mej uppför floden ("Viaja conmigo por el río")
- 12)Farväl till sommaren ("Adiós al verano")
- 13)Du vandrar som oftast allena ("Caminas tan a menudo solos")